# Kuschel
Kuschel ist ein Familienname.

## Herkunft, Verbreitung und Bedeutung
Der Name Kuschel ist eine Koseform von Jakob. Der Name ist heute vor allem in Brandenburg und Sachsen verbreitet.

## Namensträger
- Andrea Kuschel-Korzecka (* 1955), deutsche Dokumentarfilmerin und Produzentin
- Babette Kuschel (* 1965), deutsche Schauspielerin
- Frank Kuschel (* 1961), deutscher Politiker
- Franziska Kuschel (* 1980), deutsche Historikerin
- Guillermo Kuschel (1918–2017), chilenischer Insektenkundler
- Karl-Josef Kuschel (* 1948), deutscher Theologe
- Max Kuschel (1862–1935), deutscher Maler
- Maximilian Kuschel (1851–1909), deutscher Ornithologe
- Oleksandra Kuschel (* 1953), ukrainische Politikerin
- Peter Kuschel (* 1940), deutscher Bildhauer
- Philip Kuschel (* 1998), deutscher Eishockeyspieler
- Rolf Kuschel (1939–2020), Sozialpsychologe und Hochschullehrer
- Sarah Kuschel (* 1994), deutsche Basketballspielerin
- Thorsten Kuschel (* 1984), deutscher Handballschiedsrichter
- Walter Kuschel (1902–1981), deutscher Architekt und Schüler der Postbauschule